# 고산중학교 (전북)
고산중학교(高山中學校)는 대한민국 전북특별자치도 완주군 고산면 읍내리에 있는 공립 중학교이다.

## 학교 연혁
- 1952년 1월 19일 : 고산중학교 설립인가(3학급)
- 1952년 6월 10일 : 개교(고산향교)
- 2011년 3월 1일 : 7학급 편성(특수학급 1)
- 2024년 2월 7일 : 제71회 24명 졸업(졸업생 총수 10,823명)
- 2024년 3월 1일 : 제28대 장순돈 교장 부임
- 2024년 3월 4일 : 신입생 입학(42명)

## 참고 자료
- 고산중학교 - 한국교육학술정보원 학교알리미